# Інтерпол (фільм, 1957)
Інтерпол (англ. Interpol, у США відомий як Pickup Alley) — британський нуар від студії Warwick Films у форматі CinemaScope 1957 року. У головний ролях Віктор Метьюр, Аніта Екберг, Тревор Говард, Бонар Коллеано та Сід Джеймс. Фільм присвячений веде війні Інтерполу з наркомафієй, яка діє у багатьох країнах світу. Офіцер відділу боротьби з наркотрафіком Чарльз Стерджис має особистий конфлікт з могутнім наркобароном Френком МакНеллі.
У Сполучених Штатах фільм був випущений у форматі подвійного сеансу разом із фільмомм «Брати Ріко» .

## Сюжет
Чарльз Стерджис (Віктор Метьюр) — агент ФБР, що веде масштабну операцію з припинення контрабанди наркотиків. Кримінальний геній наркобарон Френк МакНеллі (Тревор Говард) є особистим ворогом Чарльза, адже вбив його сестру.

## В ролях
- Віктор Метьюр — Чарльз Стерджис
- Аніта Екберг — Джина Брогер
- Тревор Говард — Френк МакНеллі
- Бонар Коллеано — Амаліо
- Дороті Елісон — Хелен
- Андре Морелл — комісар Брекнер
- Мартін Бенсон — капітан Вароллі
- Ерік Полман — Етьєн Фаяла
- Пітер Іллінг — капітана Беріс
- Сідней Тафлер — Кертіс
- Лайонел Мертон Мерфі
- Денні Грін — другий бармен
- Алек Манго — Салько
- Сід Джеймс — Джо
- Марн Мейтленд — Гвідо Мартінеллі
- Гарольд Каскет — Каліш

## Виробництво
Фільм знятий компанію Warwick Films, яка раніше зробила фільм «Зарак», також з Віктором Метьюром та Анітою Екберг у головних ролях.
Сюжет базується на реальних справах Міжнародної комісії кримінальної поліції. Зйомки проходили в Нью-Йорку, Парижі, Римі, Генуї, Мадриді, Лондоні та Афінах. Зйомки почались 15 серпня 1956 року.